# Beatrice Aurore (segelbåt)
För dikten, se Beatrice-Aurore
Beatrice Aurore, tidigare bland andra Ebe och Ebella, är en svensk bermudariggad skärgårdskryssare med 150 kvadratmeter segelyta, som byggdes 1920 som Ebe för Erik Brodin.
Beatrice Aurore ritades av August Plym och byggdes på Neglingevarvet i Saltsjöbaden efter skärgårdskryssarregeln, som fastslogs 1908. Endast ett fåtal båtar byggdes i den största av de nio klasserna efter denna regel, och omkring tio äldre båtar klassades om till 150:or. Beteckningen 150 innebär att storseglet plus 85 procent av förseglet får vara högst 150 kvadratmeter. Den största båten i klassen var den nära 24 meter långa Singoalla, som ritades av Gustaf Estlander och byggdes 1918–1919.
Beatrice Aurore är på 2020-talet den enda aktivt seglande 150 kvadratmeters skärgårdskryssaren. Thelma från 1906 finns också kvar, konstruerad av Hugo Schubert, men har inte varit sjösatt på många år.
Beatrice Aurore ägs sedan 2007 av ett konsortium, där flera tidigare ägarfamiljer ingår.

## Ägare i urval
- 1920 (Ebe), Erik Brodin
- 1921–1930 (Ebella), körsnären Arvid Lindahl
- 1931 – slutet av 1930-talet, Fredrik Ljungström
- Slutet av 1930-talet, Edvin Eriksson
- Under 1940-talet (Bomsan II), Clas Groschinsky
- 1946 – 1956 (Beatrice Aurore), Sven Salén
- 1960, Ulla och Theodor Ahrenberg
- 1960–1961, Sven Salén
- Tidigt 1960-tal – 1983, Kjell Moe
- 1983–2007, Björn Widström
- Från 2007, konsortium

## Bildgalleri

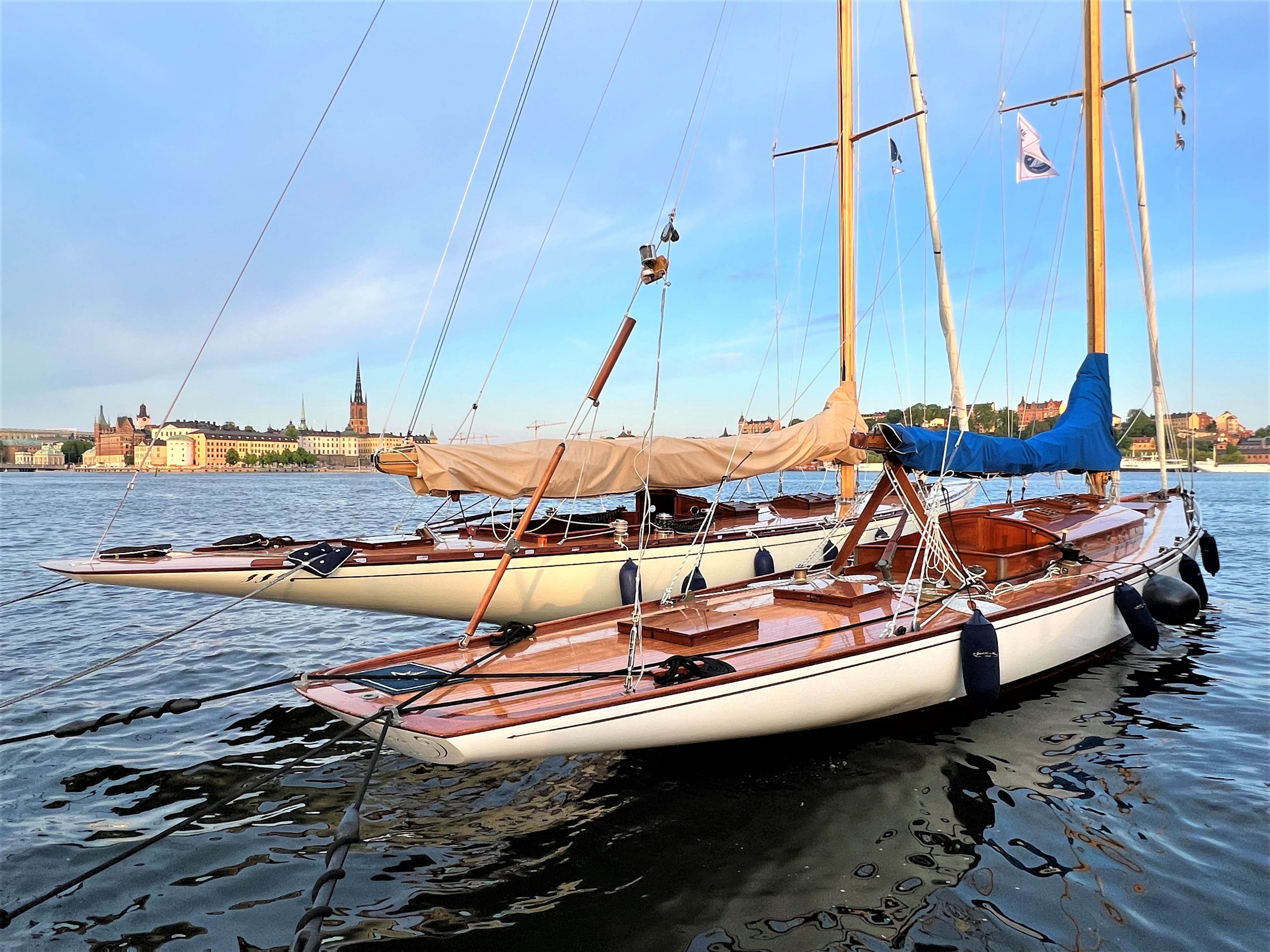
Beatrice Aurore och Princess Svanevit vid kaj på Riddarfjärden inför Stadshusregattan 2023 i Stockholm
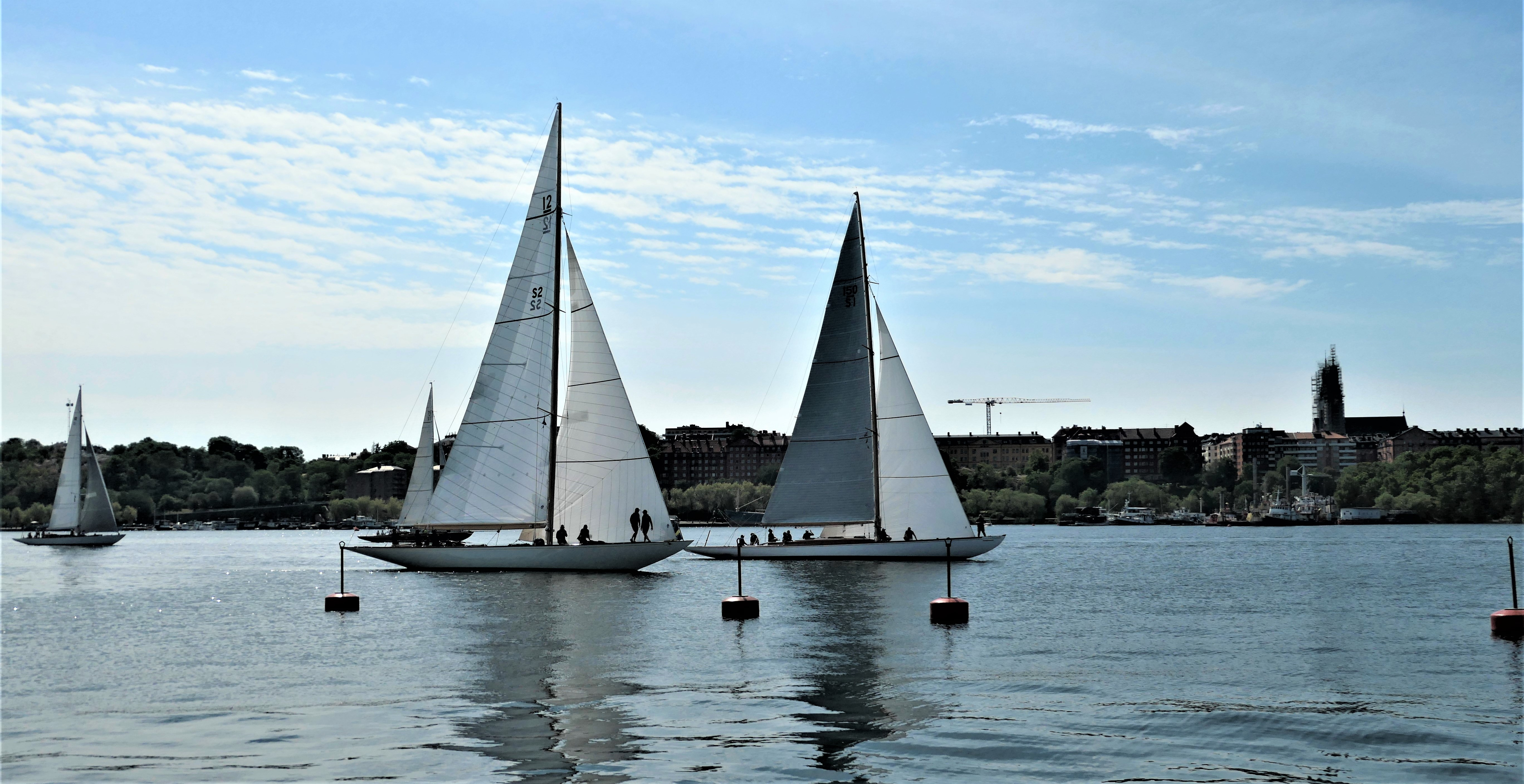
Beatrice Aurore och Princess Svanevit under Stadshusregattan 2023
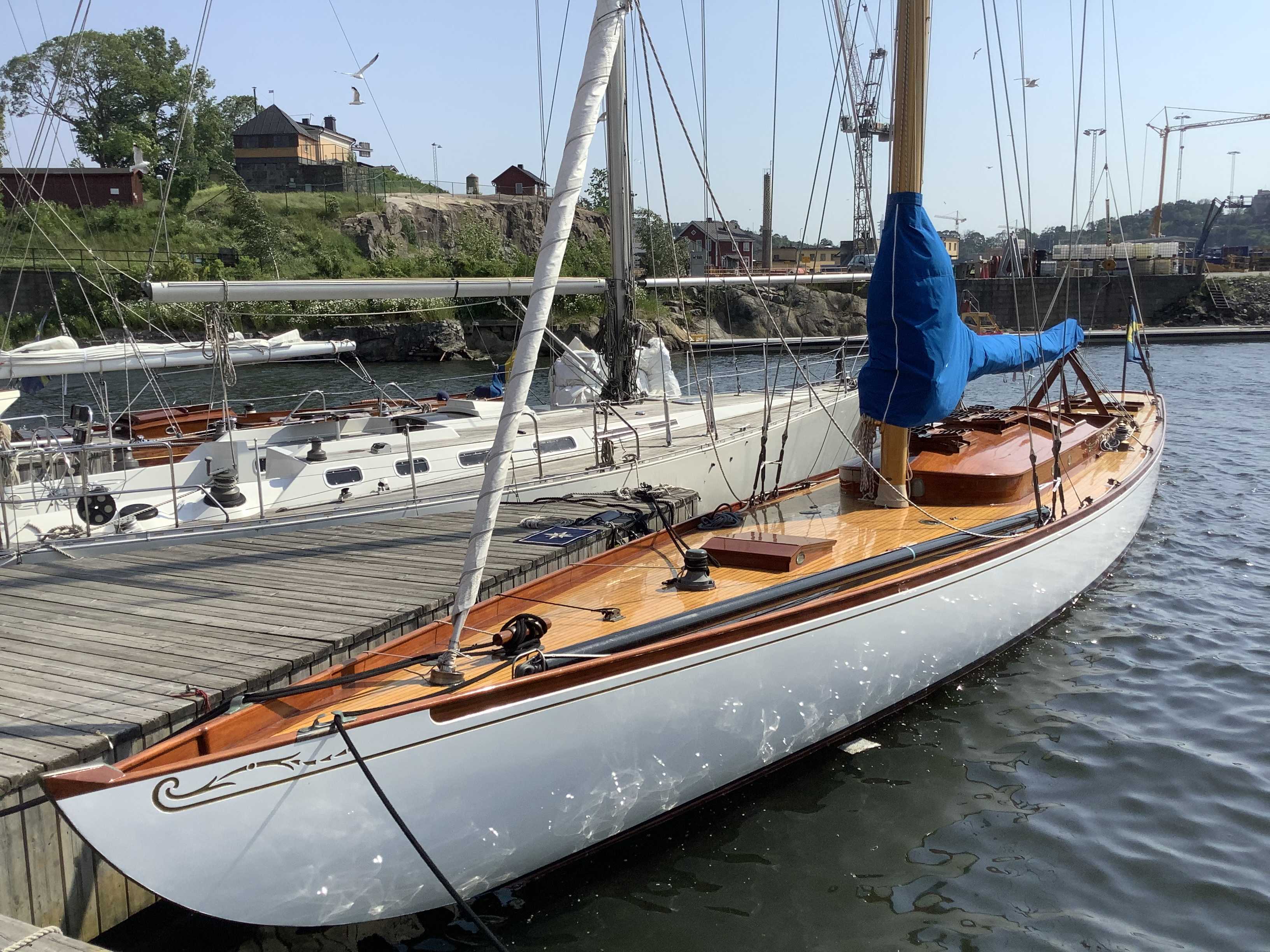
Beatrice Aurore vid Nya Djurgårdsvarvet, 2021
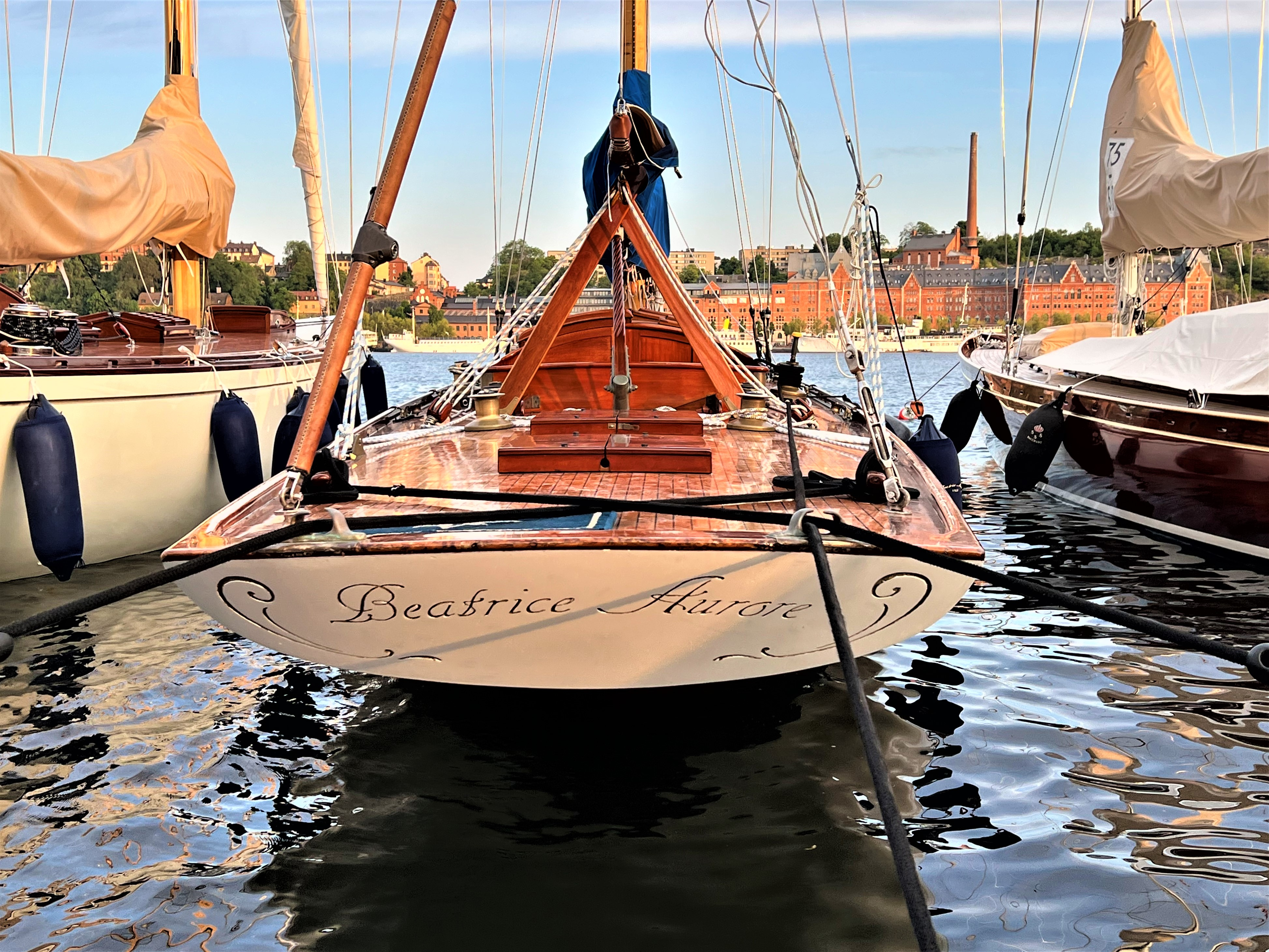
Akterspegeln